# Équipe de Papouasie-Nouvelle-Guinée de cricket
L'équipe de Papouasie-Nouvelle-Guinée de cricket représente la Papouasie-Nouvelle-Guinée au cricket international. Elle dispute son premier match en 1972, et devient membre associée de l'International Cricket Council (ICC) l'année suivante. Elle participe régulièrement au tournoi de qualification pour la Coupe du monde, sans s'y être jamais qualifiée, et a remporté l'épreuve de cricket aux Jeux du Pacifique (anciennement, Jeux du Pacifique Sud) à six reprises, à chaque fois que celle-ci a été organisée. En 2014, la sélection termine à la quatrième place du tournoi de qualification pour la Coupe du monde 2015, ce qui ne lui permet pas de participer à cette compétition mais lui offre le droit de jouer des matchs officiellement reconnus comme One-day International (ODI). Elle fait ses débuts à ce niveau en novembre 2014.

## Histoire
Le cricket est introduit en Papouasie par des missionnaires à la fin du XIXe siècle et dans les années 1920 par des Australiens dans le territoire de Nouvelle-Guinée, sous mandat australien après la Première Guerre mondiale. L'équipe de Papouasie-Nouvelle-Guinée, alors composée d'une large majorité d'expatriés européens, dispute son premier match international contre une équipe australienne en 1972 à Port Moresby. La fédération papouanne-néo-guinéenne devient membre associée de l'International Cricket Conference (future International Cricket Council) en 1973. En 1975, la Papouasie-Nouvelle-Guinée affronte à domicile l'équipe des Indes occidentales. À compter de ce match, les nationaux sont plus nombreux que les expatriés dans la composition de l'équipe.
En 1979, les Océaniens prennent part au premier Trophée de l'ICC, qualificatif pour la deuxième Coupe du monde de l'histoire. Ils échouent au premier tour du tournoi. La même année, le cricket figure pour la première fois aux Jeux du Pacifique Sud (futurs Jeux du Pacifique), et la Papouasie-Nouvelle-Guinée remporte la médaille d'or. En 1982, l'équipe termine troisième du Trophée de l'ICC, échouant en demi-finale contre les Bermudes mais remportant la petite finale contre le Bangladesh. En 1986, elle ne passe pas le premier tour de la même compétition et, en 1990, s'arrête au deuxième tour. Dans le Trophée 1994, les Papouans-Néo-Guinéens perdent au premier tour mais sont reversés dans une compétition de classement, dans laquelle ils atteignent la finale mais, comme leurs adversaires, les États-Unis, ne peuvent la disputer à cause d'une réservation de billets d'avion. La sélection ne passe toujours pas le premier tour du tournoi en 1997, 2001 et 2005. Parallèlement à ces compétitions mondiales, et après sa victoire en 1979, elle remporte la médaille d'or lors de chaque Jeux du Pacifique où un tournoi de cricket est organisé, en 1987, en 1991 à domicile, en 2003, 2007 et 2011, battant à chaque fois les Fidji en finale. Lors de cette compétition, en 2007, elle établit un record du monde pour un match international joué sur une journée (tous niveaux confondus), en marquant 572 courses contre la Nouvelle-Calédonie.
La Ligue mondiale de cricket, instaurée en 2007, est un ensemble de compétitions internationales organisées sous forme de division, avec promotion et relégation, auxquelles ne participent que les membres affiliés et associés de l'ICC et pas les membres de plein droit. En 2011, la Papouasie-Nouvelle-Guinée termine à la troisième place du tournoi de deuxième division. Cette place leur permet d'accéder au tournoi de qualification pour la Coupe du monde 2015. En terminant quatrième de la compétition, qui se tient en 2014, la Papouasie-Nouvelle-Guinée n'obtient pas l'une des deux dernières places qualificatives pour la Coupe du monde, mais réussit à avoir le droit de jouer des matchs ayant officiellement l'appellation « One-day International » (ODI). Elle fait ses débuts dans ce format en novembre 2014 lors de deux parties contre Hong Kong à Townsville en Australie. La Papouasie-Nouvelle-Guinée remporte les deux rencontres. Elle est la première équipe à gagner ses deux premiers matchs à ce niveau. Au cours du second, le batteur Lega Siaka réalise un score de 109 courses et devient le premier Papouan-Néo-Guinéen à marquer un century en ODI.

## Bilan

### Palmarès
- Jeux du Pacifique (anciennement, Jeux du Pacifique Sud) : vainqueur en 1979, 1987, 1991, 2003, 2007, 2011.
- Coupe Pacifica : vainqueur en 2002.

### Parcours
La Papouasie-Nouvelle-Guinée a participé à de nombreuses reprises au  Tournoi de qualification pour la Coupe du monde (ancien Trophée de l'ICC), mais les résultats qu'elle y a obtenu ne lui ont pas permis de jouer la Coupe du monde. Elle a remporté l'épreuve de cricket aux Jeux du Pacifique (anciens Jeux du Pacifique Sud) en 1979, 1987, 1991, 2003, 2007 et 2011.
| Année | Résultat      |
| ----- | ------------- |
| 1979  | Premier tour  |
| 1982  | Troisième,    |
| 1986  | Premier tour  |
| 1990  | Deuxième tour |
| 1994  | Premier tour, |
| 1997  | Premier tour  |
| 2001  | Premier tour  |
| 2005  | Premier tour  |
| 2009  | Non qualifiée |
| 2014  | Quatrième     |

| Année            | Résultat   | Conséquence                                                            |
| ---------------- | ---------- | ---------------------------------------------------------------------- |
| Division 3, 2007 | Troisième, | Reste en division 3                                                    |
| Division 3, 2009 | Troisième, | Reste en division 3                                                    |
| Division 3, 2011 | Finaliste, | Promue en division 2                                                   |
| Division 2, 2011 | Troisième  | Qualifiée pour le Tournoi de qualification pour la Coupe du monde 2015 |

## Stades
Le principal terrain de l'équipe de Papouasie-Nouvelle-Guinée est Amini Park, situé à Port Moresby, la capitale. Il est notamment le théâtre du premier match international de la sélection, organisé en 1972 contre une équipe australienne.

## Personnalités

### Entraîneurs
L'Australien Peter Anderson est nommé entraîneur de l'équipe début 2012. Il remplace son compatriote Brad Hogg qui, ayant interrompu sa retraite de joueur et retrouvé la sélection australienne, ne peut honorer son contrat. De 2009 à 2011, un autre Australien, Andy Bichel, ancien international, est « directeur du cricket » chargé de l'entraînement au sein de la fédération papouane-néo-guinéenne. L'ancien international néo-zélandais Dipak Patel occupe le poste à partir de 2014 et, contrairement à ses prédécesseurs, il s'installe en Papouasie-Nouvelle-Guinée.

### Capitaines
| Période         | Joueur      | Matchs   |
| --------------- | ----------- | -------- |
| 2014 - en cours | Chris Amini | en cours |